# Adrian Dearnell
Adrian Dearnell, journaliste économique et financier franco-américain, est le fondateur et président de la société EuroBusiness Media. Il a été présentateur sur plusieurs stations de télévision et de radio, y compris Bloomberg TV, BFM Radio et Radio Classique.

## Biographie
Diplômé de Phillips Exeter Academy, puis de l'université Brown en 1994, Adrian a d’abord travaillé pour la chaîne ABC News à Paris et plus tard pour Bloomberg TV à Londres. Par la suite, il devient le présentateur principal de Bloomberg TV en France, ayant réalisé plus de 3,000 interviews  avec des stratégistes de marché, des économistes, des analystes financiers, des gestionnaires de portefeuille, ainsi que la plupart des PDG des sociétés cotées les plus importantes en France. 
En 2002, Adrian crée EuroBusiness Media. EBM est une agence de communication spécialisée dans la création de messages stratégiques, de leur conception à leur diffusion. Aujourd’hui, beaucoup de grandes sociétés font affaire avec EBM pour médiatiser leur communication financière. La société recueille les meilleures pratiques de communication anglo-américaine en huit points, intitulé Communic8 par EBM, en soulignant les principes les plus efficaces de communications d'affaires et en livrant le message par oral, par écrit ou par vidéo. 
En tant que journaliste économique et financier bilingue, Adrian est sollicité régulièrement pour faire des media trainings ou presentation coaching avec des PDG et des asset managers de grandes sociétés. Ces trainings sont souvent spécialisés vers la présentation de l'information financière. Adrian anime aussi des conférences et des séminaires d’entreprises, en anglais et/ou français.   
En décembre 2014, Dearnell compile plus de deux décennies d'expérience de coaching et d'entretiens internationaux de télévision d'affaires avec certains des dirigeants les plus importants du monde dans un manuel sur la formation des médias. 
Adrian est l'auteur de deux livres :
- Le média training réussir face aux journalistes, publié par Eyrolles en 2014, en français[7].
- L'Art des présentations percutantes, co-écrit avec Andrés Hoyos-Gomez et publié en 2017 par Eyrolles.

Adrian fut Président de l’Association de la Presse Anglo-Américaine de Paris (la plus ancienne association de correspondants étrangers en France) dont il reste toujours un membre actif.
Adrian est également musicien de jazz semi-professionnel. Il joue de la contrebasse dans plusieurs groupes de jazz, et a notamment étudier son instrument avec Pierre Boussaguet, un contrebassiste de jazz de renommée mondiale. 
Adrian Dearnell apparaît dans un petit rôle dans la superproduction hollywoodienne The Transporter, où il joue son propre rôle.

## Filmographie
| Année | Titre           | Role      | Notes |
| 2002  | Le transporteur | Newcaster |       |
| ----- | --------------- | --------- | ----- |